# Marsha Thomason
Marsha Lisa Thomason (nacida el 19 de enero de 1976 en Mánchester, Reino Unido) es una actriz inglesa conocida en  Estados Unidos por su papel de Nessa Holt en las dos primeras temporadas de la serie Las Vegas.

## Primeros años
Su padre es inglés y su madre es jamaicana.  De Jamaica, Thomason fue a Holy Trinity Primary School en Blackley y después fue a North Manchester High School, un instituto sólo para chicas. Después fue a Oldham Sixth Form College donde estudió teatro y artes.

## Carrera
Apareció, al principio, en las series británicas Playing the Field y Where the Heart Is y en la serie de la BBC Three Drama Burn It. En los Estados Unidos, actuó en la película de Disney, The Haunted Mansion, haciendo el papel de la mujer de Eddie Murphy, después actuó en la película My Baby's Daddy haciendo el papel de Brandy y en Black Knight haciendo el papel de Victoria. También hizo el papel de Vicki en Pure. Actuó en la serie Las Vegas como Nessa Holt durante las dos primeras temporadas, apareciendo en un total de 47 episodios.
El 21 de octubre de 2004, fue una invitada en el programa de radio Love Line. Ha aparecido en varios capítulos de la tercera y cuarta temporada de Lost, haciendo el papel de Naomi Dorrit. En enero de 2008, apareció en Messiah V: The Rapture y en agosto de 2008, empieza a ser un personaje regular en la serie Easy Money.
En 2009 Thomason apareció en General Hospital, su primera aparición fue el 20 de noviembre. Después de aparecer en el episodio piloto de White Collar como la agente Diana Barrigan, volvió para el final de la primera temporada para seguir en la serie.

## Filmografía
| Año  | Título                              | Papel                         |
| 1993 | Safe                                | Wendy                         |
| 1994 | Priest                              | Enfermera                     |
| 1996 | Prime Suspect 5: Errors of Judgment | Janice Lafferty               |
| 1996 | Brazen Hussies                      | Estríper con fuego            |
| 2001 | Swallow                             | Tina Harford                  |
| 2001 | Black Knight                        | Victoria la camarera / Nicole |
| 2002 | Long Time Dead                      | Lucy                          |
| 2002 | Pure                                | Vicki                         |
| 2003 | The Haunted Mansion                 | Sara Evers                    |
| 2004 | My Baby's Daddy                     | Brandy                        |
| 2005 | The Nickel Children                 | Beatrice                      |
| 2006 | The Package                         | Melissa                       |
| 2006 | Caffeine                            | Rachel                        |
| 2006 | The Fast One                        | Lucy                          |
| 2006 | The Tripper                         | Linda                         |
| 2006 | Tug of War                          | Sam                           |
| 2007 | LA Blues                            | Carla                         |
| 2008 | Messiah V: The Rapture              | Mel Palmer                    |
| 2009 | Into the Blue 2: The Reef           | Azra                          |

## Televisión
| Año       | Título                   | Papel                  | Notas                                                            |
| 1997      | Pie in the Sky           | Sally                  | 8 Episodios                                                      |
| 1998      | Playing the Field        | Sharon 'Shazza' Pearce |                                                                  |
| 1998      | Where the Heart Is       | Jacqui Richards        | 3 Episodios: "The Final Curtain", "The Healing Game" & "Fresh"   |
| 1999      | Love in the 21st Century | Louise                 | Episodio: "Threesome"                                            |
| 2001      | Table 12                 | Denie                  | Episodio: "Guess Who's Not Coming to Dinner"                     |
| 2003      | Burn It                  | Tina                   |                                                                  |
| 2003-2005 | Las Vegas                | Nessa Holt             | 47 Episodios                                                     |
| 2007      | Cane                     | Miranda Sanfilipino    | Episodio: "Family Business"                                      |
| 2007-2008 | Lost                     | Naomi Dorritt          | 10 episodios                                                     |
| 2009-     | White Collar             | Agente Diana Barrigan  | Temporada 2, 3, 4, 5 & 2 Episodios en la Temporada 1             |
| 2011      | Dos chicas sin blanca    | Cashandra              | 2 episodios: "And Hoarder Culture" & "And the Really Petty Cash" |
| 2021      | Castlevania              | Greta de Danesti       | Temporada 4                                                      |